# Svetlana Ražnatović
Pour les articles homonymes, voir CECA.
Svetlana Ražnatović (en serbe en écriture cyrillique : Светлана Ражнатовић, prononcé : [sʋětlana raʒnǎːtoʋit͡ɕ]), née Veličković (Величковић, prononcé : [ʋelǐt͡ʃkoʋit͡ɕ]) le 14 juin 1973 à Žitorađa (Serbie), est une chanteuse serbe, le plus souvent connue sous le diminutif Ceca (Цеца, prononcé : [t͡sěːt͡sa]). Elle est l'une des chanteuses serbes populaires dans les Balkans. Son genre musical est le turbo folk. Elle a vendu 10 millions de disques.

## Biographie
En 1995, Ceca épouse le chef de guerre serbe Željko Ražnatović, dit Arkan, lors d’un mariage très médiatisé.
En 2011, Ceca est inculpée à Belgrade, pour détournement de fonds alors qu'elle était à la tête du club de football Obilic de Belgrade.

## Discographie[2]

### Singles
- 2014 : Ne Zanosim Se Ja (& Aca Lukas)

## Carrière
Gagnante de plusieurs Grammy, présidente du club d’Obilic, mère de deux enfants, présidente du Fonds humanitaire du Troisième Enfant, Ceca jouit d’une imbattable réputation quant à l’extravagance de ses spectacles. Elle fait partie de l’histoire musicale avec, entre autres, un total cumulatif de plusieurs millions d’albums vendus à travers les Balkans.